# Дескриптивное множество
Дескриптивное множество — конечное множество, каждому элементу которого поставлено в соответствие неотрицательное число («вес»).
В случае фиксированного для определённого исследования элементов дескриптивного множества, можно использовать вместо дескриптивного множества эквивалентное понятие дескриптивный набор, то есть вектор, компонентами которого являются веса. Основное требование, предъявляемое к дескриптивным наборам теорией измерений — однородность компонентов набора, то есть каждый компонент набора должен быть измерен в одной и той же шкале отношений. Это свойство дескриптивных наборов позволяет находить сумму его компонентов.

## Формальное определение
Дескриптивное множество A определяется заданием весов {\displaystyle \mu _{A}(x_{i})} для каждого элемента {\displaystyle x_{i}(i=1,...,r)} множества X:
{\displaystyle A={\begin{Bmatrix}x_{1}&,...,&x_{r}\\\mu _{A}(x_{1})&,...,&\mu _{A}(x_{r})\end{Bmatrix}}}
Если элементы множества A не меняются при исследовании, то дескриптивное множество полностью определяется упорядоченным набором весов или дескриптивным набором. Выделяют 5 типов весов дескриптивных множеств:
1. {\displaystyle a_{i}{\mathcal {2}}[0,1]} при i = 1,…,r. Обычные конечные множества.
2. {\displaystyle a_{i}{\mathcal {2}}[1,...,n]} при i = 1,…,r. Конечные мультимножества.
3. {\displaystyle a_{i}\geqslant 0} при i = 1,…,r. Весовые (дескриптивные) множества.
4. {\displaystyle 0\leqslant a_{i}\leqslant 1} при i = 1,…,r. Нормированные дескриптивные векторы по компонентам.
5. {\displaystyle 0\leqslant a_{i}\leqslant 1;a_{1}+...+a_{r}} при i = 1,…,r. Нормированные дескриптивные векторы в общем.

Наборы, компоненты которых состоят из 0 и 1 называют дескриптивными булевыми наборами.

## Область применения
Используется в биологии для представления и последующего сравнения данных по видовому обилию участков, различных биологических спектров.